# Tobias Buckell
Tobias S. Buckell (Grenada, 1979 –) amerikai sci-fi-író.

## Művei

### Regényei
- Crystal Rain (2006)
- Ragamuffin (2007)
- Sly Mongoose (2008)
- The Cole Protocol (2008)

### Magyarul
- Halo. Cole-protokoll; fordította: Csörnyei Zoltán; Tuan, Budapest., 2019